# Edoardo Rialti
Edoardo Rialti (Firenze, 11 ottobre 1982) è uno scrittore, traduttore e docente italiano.

## Biografia
Laureatosi in Letteratura Medievale e Umanistica e Letteratura Italiana presso l'Università di Firenze, con una tesi sull'epica rinascimentale italiana e inglese, si è dedicato per anni allo studio e alla divulgazione della letteratura anglo-americana e letteratura fantasy, sci-fi e horror, anche traducendo autori come J.R.R Tolkien, C.S. Lewis, G.R.R. Martin, Joe Abercrombie, Richard K. Morgan.
Attualmente è docente di Letteratura Medievale, Letteratura Comparata e Storia del Cinema e della Letteratura Italiana presso l'Accademia Lorenzo de' Medici di Firenze.
Collabora o ha collaborato con Il Foglio, minima&moralia, L'Indiscreto e Tuttolibri de La Stampa.

## Opere

### Monografie
- L'uomo che ride. L'avventura umana e letteraria di G. K. Chesterton, 2011, ISBN  978-8882727130
- Un'infinita sorpresa. La vita e le opere di C. S. Lewis, Cantagalli, 2012, ISBN 978-8882728496
- La lunga sconfitta, la grande vittoria. La vita e le opere di J. R. R. Tolkien, Cantagalli, 2014, ISBN 978-8868790615

### Traduzioni
- C.S. Lewis, Prima che faccia notte: Racconti e scritti inediti, Rizzoli, 2012, ISBN 978-8858630457
- C.S. Lewis, I salmi, Lindau, 2014, ISBN 978-8867081790
- Joe Abercrombie, Il sapore della vendetta, Gargoyle, 2014, ISBN 978-8898172306
- Joe Abercrombie, Il mezzo re. Trilogia del mare infranto (Libro 1), Mondadori, 2014, ISBN 978-8804644262
- Joe Abercrombie, Mezzo mondo. Trilogia del mare infranto (Libro 2), Mondadori, 2015, ISBN 978-8804650256
- Joe Abercrombie, La mezza guerra. Trilogia del mare infranto (Libro 3), Mondadori, 2015, ISBN 978-8804652380
- Oscar Wilde, Interviste americane, Lindau, 2015, ISBN 978-8867082780
- Pierce Brown, Il canto proibito. Red Rising, Mondadori, 2016, ISBN 978-8804651758
- Pierce Brown, Golden Son. Il segreto di Darrow. Red Rising, Mondadori, 2017, ISBN 978-8804673286
- Joe Abercrombie, Tredici lame. Racconti dal mondo della Prima Legge, Gargoyle, 2017, ISBN 978-8804684251
- Pierce Brown, Morning star. La guerra del mietitore. Red Rising, Mondadori, 2018, ISBN 978-8804687320
- Pierce Brown, Iron Gold. Il fuoco dei conquistatori. Red Rising, Mondadori, 2018, ISBN  978-8804705963
- George R.R. Martin, Fuoco e sangue, Mondadori, 2018, ISBN 978-8804703167
- George R.R. Martin, Starport, Mondadori, 2019, ISBN 978-8804720348
- Joe Abercrombie, Un piccolo odio, Mondadori, 2019, ISBN 978-8804719816
- Joe Abercrombie, Il problema della pace, Mondadori, 2021, ISBN 978-8804737025
- Joe Abercrombie, La saggezza delle folle, Mondadori, 2022, ISBN 978-8804748366
- J.R.R. Tolkien, La formazione della Terra di Mezzo (La storia della Terra di Mezzo, vol. IV), trad. di Stefano Giorgianni e Edoardo Rialti, Bompiani, 2023, ISBN 978-8858795507
- J.R.R. Tolkien, La strada perduta e altri scritti (La storia della Terra di Mezzo, vol. V), trad. di Stefano Giorgianni e Edoardo Rialti, Bompiani, 2023, ISBN 978-8830118461
- J.R.R. Tolkien, Il ritorno dell'ombra, (La storia della Terra di Mezzo, vol. VI), trad. di Stefano Giorgianni e Edoardo Rialti, Bompiani, 2024, ISBN 978-8830118478

## Riconoscimenti
Nel 2024 riceve il Drago d'Oro per la Traduzione.